# Fetknoppssläktet
Fetknoppssläktet (Sedum) är ett växtsläkte i familjen fetbladsväxter. Fetknoppar kallas ibland felaktigt "fetblad", men detta är ett annat släkte med det vetenskapliga namnet Phedimus inom samma familj. Kärleksörter ansågs tidigare tillhöra fetknoppssläktet, men förs numera till ett eget släkte, Hylotelephium.

## Beskrivning
Fetknoppssläktets arter har ovanligt tjocka blad av saftig och köttig beskaffenhet. Bladformen varierar från nästan äggformiga till cylindriska. Såväl genom sin form, som gör att ytan är proportionsvis mindre än hos ett platt och tunt blad, som genom bladköttets rikedom på slem, bibehåller dessa växter sin vattenhalt trots torkan och hettan på de lokaler där de växer, till exempel kala berghällar och torra kullar. Sådana växter kallas även suckulenter eller xerofyter och är i Sveriges kyliga och fuktiga klimat ganska få, men utgör en väsentlig del av vegetationen i vissa länder med hett och torrt klimat, till exempel Mexikos och sydvästra Afrikas klippöknar, Kanarieöarnas branta och nakna bergväggar med mera. Mest utpräglade och mest ensidigt avpassade bland de suckulenta xerofyterna är kaktusarna.
Sedum, den regelrätta typen för fetbladsväxter, har bland andra släkten vad blommans plan angår, sin närmaste motsvarighet i Geranium, eftersom blomman innefattar 5 bladkretsar, vardera med 5 blad. Men hos fetbladsväxterna är alla blombladen fria, även fruktbladen (jämför med ranunkelväxterna). Dessutom har Sedumblomman ännu en femtalig krets inskjuten innanför ståndarna, nämligen 5 små honungsskålar.
Den gula fetknoppen är genom hela Norden vanlig på de lokaler som nyss omtalats. Den är så väl skyddad mot förtorkning att den kan leva och växa ett halvt år utan vare sig jord eller vatten, till exempel i en tom nisch eller upphängd på väggen. Den övervintrar medelst talrika, ovanjordiska, tätbladiga skott. Blomningen infaller under försommaren, men sparsamma blommor ses även under hösten.

## Dottertaxa
I Catalogue of Life listas följande som dottertaxa till Fetknoppar, i alfabetisk ordning

- Sedum abchasicum
- Sedum acre
- Sedum acropetalum
- Sedum actinocarpum
- Sedum adolphi
- Sedum aetnense
- Sedum alamosanum
- Sedum albertii
- Sedum albomarginatum
- Sedum album
- Sedum alexanderi
- Sedum alfredii
- Sedum allantoides
- Sedum alpestre
- Sedum alsinefolium
- Sedum amecamecanum
- Sedum andegavense
- Sedum andinum
- Sedum anglicum
- Sedum annuum
- Sedum aoikon
- Sedum apoleipon
- Sedum arenarium
- Sedum argunense
- Sedum assyriacum
- Sedum atratum
- Sedum australe
- Sedum aytacianum
- Sedum baileyi
- Sedum baleensis
- Sedum balfourii
- Sedum barbeyi
- Sedum batallae
- Sedum batesii
- Sedum battandieri
- Sedum beauverdii
- Sedum bellum
- Sedum bergeri
- Sedum berillonanum
- Sedum blepharophyllum
- Sedum bonnieri
- Sedum booleanum
- Sedum borissovae
- Sedum botteri
- Sedum bourgaei
- Sedum brachetii
- Sedum bracteatum
- Sedum brevierei
- Sedum brevifolium
- Sedum brissemoretii
- Sedum bulbiferum
- Sedum burrito
- Sedum caducum
- Sedum caeruleum
- Sedum caespitosum
- Sedum calcaratum
- Sedum calcicola
- Sedum callichroum
- Sedum candollei
- Sedum carinatifolium
- Sedum carnegiei
- Sedum caroli-henrici
- Sedum catorce
- Sedum celatum
- Sedum celiae
- Sedum cepaea
- Sedum chauveaudii
- Sedum chazaroi
- Sedum chihuahuense
- Sedum chingtungense
- Sedum chloropetalum
- Sedum chrysicaulum
- Sedum chuhsingense
- Sedum churchillianum
- Sedum cilicicum
- Sedum clausenii
- Sedum clavatum
- Sedum clavifolium
- Sedum cockerellii
- Sedum commixtum
- Sedum compactum
- Sedum compressum
- Sedum concarpum
- Sedum confertiflorum
- Sedum confusum
- Sedum conzattii
- Sedum copatense
- Sedum cormiferum
- Sedum correptum
- Sedum corymbosum
- Sedum corynephyllum
- Sedum craigii
- Sedum crassularia
- Sedum creticum
- Sedum cupressoides
- Sedum cuspidatum
- Sedum cymatopetalum
- Sedum cyprium
- Sedum cyrenaicum
- Sedum daigremontianum
- Sedum dasyphyllum
- Sedum debile
- Sedum decipiens
- Sedum dendroideum
- Sedum didymocalyx
- Sedum dielsii
- Sedum diffusum
- Sedum diminutum
- Sedum dimorphophyllum
- Sedum dispermum
- Sedum divergens
- Sedum dongzhiense
- Sedum drymarioides
- Sedum duckbongii
- Sedum dugueyi
- Sedum dulcinomen
- Sedum duthiei
- Sedum eastwoodiae
- Sedum ebracteatum
- Sedum ecalcaratum
- Sedum edwardsii
- Sedum elatinoides
- Sedum elburzense
- Sedum emarginatum
- Sedum engleri
- Sedum epidendrum
- Sedum erici-magnusii
- Sedum eriocarpum
- Sedum ermenekensis
- Sedum erythrospermum
- Sedum euxinum
- Sedum fanjingshanense
- Sedum farinosum
- Sedum feddei
- Sedum fedtschenkoi
- Sedum filipes
- Sedum fischeri
- Sedum flaccidum
- Sedum formosanum
- Sedum forreri
- Sedum forrestii
- Sedum fragrans
- Sedum franchetii
- Sedum frutescens
- Sedum fui
- Sedum furfuraceum
- Sedum fuscum
- Sedum fusiforme
- Sedum gagei
- Sedum gattefossei
- Sedum giajae
- Sedum glabrum
- Sedum glaebosum
- Sedum glassii
- Sedum glaucophyllum
- Sedum globuliflorum
- Sedum glomerifolium
- Sedum goldmanii
- Sedum gracile
- Sedum grammophyllum
- Sedum grandipetalum
- Sedum grandisepalum
- Sedum grandyi
- Sedum greggii
- Sedum grisebachii
- Sedum griseum
- Sedum guadalajaranum
- Sedum guatemalense
- Sedum gypsicola
- Sedum gypsophilum
- Sedum hakonense
- Sedum hangzhouense
- Sedum havardii
- Sedum heckelii
- Sedum hemsleyanum
- Sedum hengduanense
- Sedum henrici-roberti
- Sedum hernandezii
- Sedum hintonii
- Sedum hintoniorum
- Sedum hirsutum
- Sedum hispanicum
- Sedum hoi
- Sedum holei
- Sedum holopetalum
- Sedum hultenii
- Sedum humifusum
- Sedum hypogaeum
- Sedum incarum
- Sedum ince
- Sedum inconspicuum
- Sedum isidorum
- Sedum jaccardianum
- Sedum jahandiezii
- Sedum jaliscanum
- Sedum japonicum
- Sedum jarocho
- Sedum jerzedowskii
- Sedum jiuhuashanense
- Sedum jiulungshanense
- Sedum jordanianum
- Sedum jujuyense
- Sedum jurgensenii
- Sedum kiangnanense
- Sedum kimnachii
- Sedum kingdonii
- Sedum kotschyanum
- Sedum koyuncui
- Sedum kristenii
- Sedum kuntsunianum
- Sedum laconicum
- Sedum lagascae
- Sedum lampusae
- Sedum lanceolatum
- Sedum lancerottense
- Sedum latentibulbosum
- Sedum latifilamentum
- Sedum laxum
- Sedum leblancae
- Sedum leibergii
- Sedum lenkoranicum
- Sedum lenophylloides
- Sedum leptophyllum
- Sedum leucocarpum
- Sedum liebmannianum
- Sedum lineare
- Sedum litoreum
- Sedum longifuniculatum
- Sedum longipes
- Sedum longyanense
- Sedum lorenzoi
- Sedum luchuanicum
- Sedum lucidum
- Sedum lumholtzii
- Sedum lungtsuanense
- Sedum luteoviride
- Sedum lutzii
- Sedum lydium
- Sedum macdonaldii
- Sedum macdougallii
- Sedum madrense
- Sedum magellense
- Sedum magniflorum
- Sedum maireanum
- Sedum major
- Sedum makinoi
- Sedum maurum
- Sedum melanantherum
- Sedum mellitulum
- Sedum mesoamericanum
- Sedum mexicanum
- Sedum meyeri-johannis
- Sedum meyranianum
- Sedum microcarpum
- Sedum microsepalum
- Sedum microstachyum
- Sedum millspaughii
- Sedum minimum
- Sedum mocinianum
- Sedum modestum
- Sedum monregalense
- Sedum mooneyi
- Sedum moranense
- Sedum moranii
- Sedum morganianum
- Sedum morrisonense
- Sedum mucizonia
- Sedum multicaule
- Sedum multiceps
- Sedum muscoideum
- Sedum muyaicum
- Sedum nagasakianum
- Sedum nanchuanense
- Sedum nanifolium
- Sedum nanum
- Sedum napiferum
- Sedum neovolcanicum
- Sedum nevadense
- Sedum nevii
- Sedum niveum
- Sedum nokoense
- Sedum nothodugueyi
- Sedum nudum
- Sedum nussbaumerianum
- Sedum nuttalianum
- Sedum oaxacanum
- Sedum obcordatum
- Sedum oblanceolatum
- Sedum obtrullatum
- Sedum obtusatum
- Sedum obtusipetalum
- Sedum ocuilense
- Sedum oligocarpum
- Sedum oligospermum
- Sedum onychopetalum
- Sedum orbatum
- Sedum oreades
- Sedum oreganum
- Sedum oregonense
- Sedum oteroi
- Sedum oxycoccoides
- Sedum oxypetalum
- Sedum pachyphyllum
- Sedum pagetodes
- Sedum pallidum
- Sedum palmeri
- Sedum pampaninii
- Sedum papillicaulum
- Sedum parvisepalum
- Sedum parvum
- Sedum patrickii
- Sedum pedicellatum
- Sedum pentapetalum
- Sedum pentastamineum
- Sedum perezdelarosae
- Sedum perpusillum
- Sedum perrotii
- Sedum phyllanthum
- Sedum piloshanense
- Sedum planifolium
- Sedum platysepalum
- Sedum platystylum
- Sedum plicatum
- Sedum plumbizincicola
- Sedum polytrichoides
- Sedum porphyranthes
- Sedum pososepalum
- Sedum potosinum
- Sedum prasinopetalum
- Sedum pratoalpinum
- Sedum pringlei
- Sedum przewalskii
- Sedum pseudomulticaule
- Sedum pseudosubtile
- Sedum pubescens
- Sedum pulchellum
- Sedum pulvinatum
- Sedum purdomii
- Sedum pusillum
- Sedum quadripetalum
- Sedum quevae
- Sedum radiatum
- Sedum ramentaceum
- Sedum raramuri
- Sedum raymondii
- Sedum reniforme
- Sedum renzopalmae
- Sedum reptans
- Sedum retusum
- Sedum rhodocarpum
- Sedum roberti
- Sedum roborowskii
- Sedum rosthornianum
- Sedum rubens
- Sedum rubrotinctum
- Sedum rupicola
- Sedum ruwenzoriense
- Sedum sagittipetalum
- Sedum salazarii
- Sedum salvadorense
- Sedum samium
- Sedum sarmentosum
- Sedum satumense
- Sedum schizolepis
- Sedum scopulinum
- Sedum sedoides
- Sedum seelemannii
- Sedum sekiteiense
- Sedum semilunatum
- Sedum semiteres
- Sedum sexangulare
- Sedum shigatsense
- Sedum shitaiense
- Sedum sinoglaciale
- Sedum smallii
- Sedum somenii
- Sedum sorgerae
- Sedum spathulifolium
- Sedum spathulisepalum
- Sedum stahlii
- Sedum stefco
- Sedum stellariifolium
- Sedum stelliforme
- Sedum stenopetalum
- Sedum stenophyllum
- Sedum stimulosum
- Sedum suaveolens
- Sedum subgaleatum
- Sedum subtile
- Sedum subulatum
- Sedum surculosum
- Sedum susanneae
- Sedum tamaulipense
- Sedum tehuaztlense
- Sedum tenellum
- Sedum ternatum
- Sedum tetractinum
- Sedum tianmushanense
- Sedum tortuosum
- Sedum torulosum
- Sedum tosaense
- Sedum treleasei
- Sedum triactina
- Sedum tricarpum
- Sedum trichospermum
- Sedum trichromum
- Sedum tristriatum
- Sedum tritelii
- Sedum trullipetalum
- Sedum tsiangii
- Sedum tsinghaicum
- Sedum tsonanum
- Sedum tuberculatum
- Sedum tuberiferum
- Sedum tuberosum
- Sedum ulricae
- Sedum ursi
- Sedum urvillei
- Sedum valens
- Sedum wangii
- Sedum wannanense
- Sedum weberbaueri
- Sedum wenchuanense
- Sedum versadense
- Sedum versicolor
- Sedum victorianum
- Sedum wilczekianum
- Sedum villosum
- Sedum wilsonii
- Sedum vinicolor
- Sedum woronowii
- Sedum wrightii
- Sedum yildizianum
- Sedum yvesii
- Sedum zentarotashiroi

## Bildgalleri

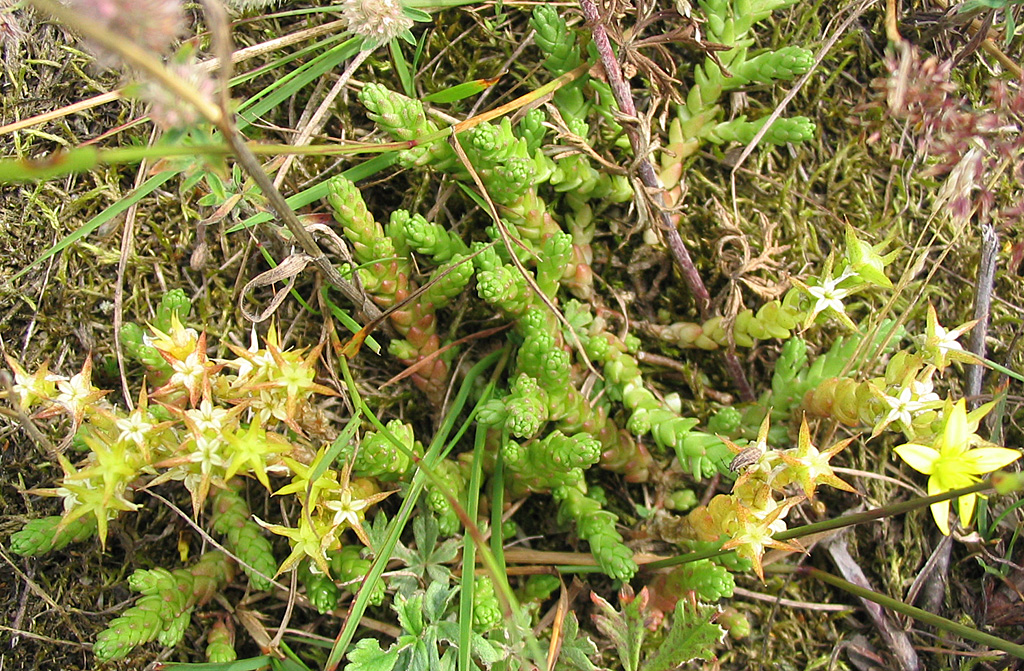
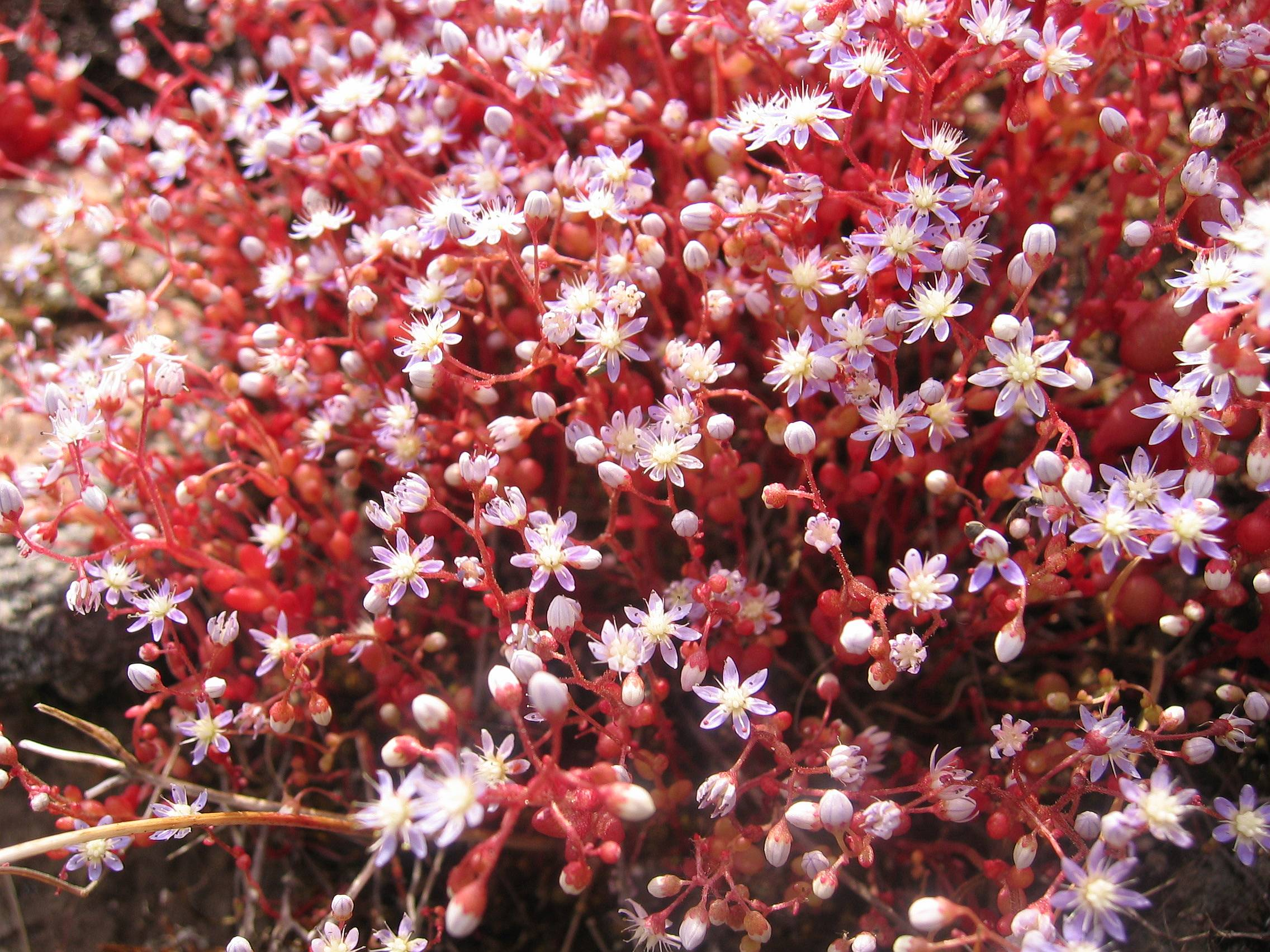
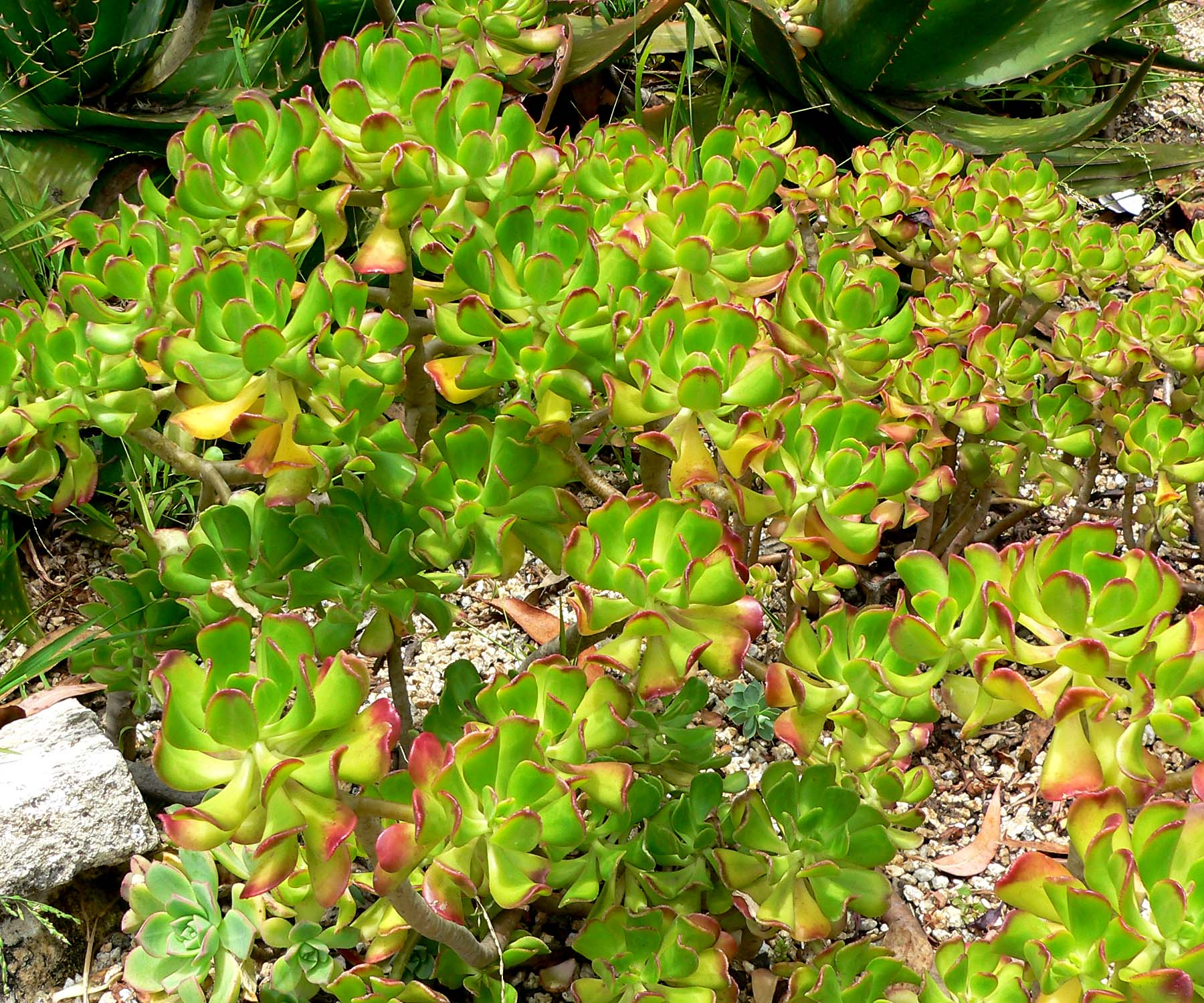
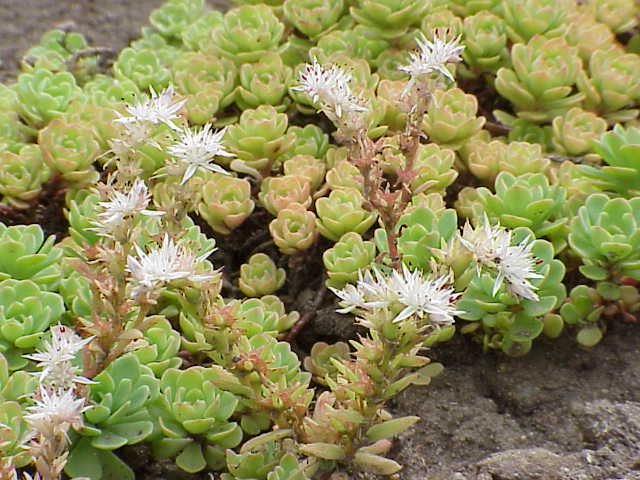
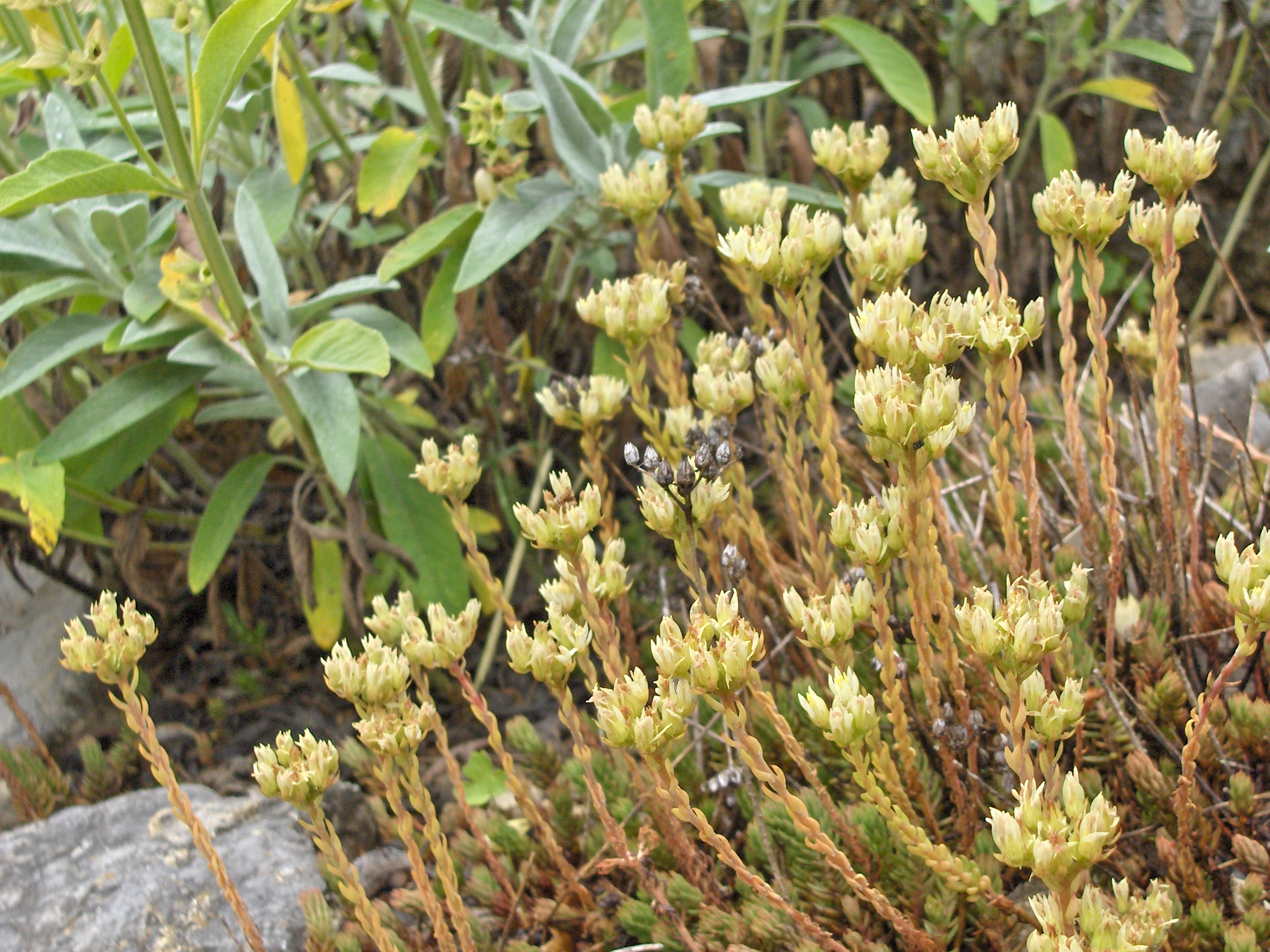
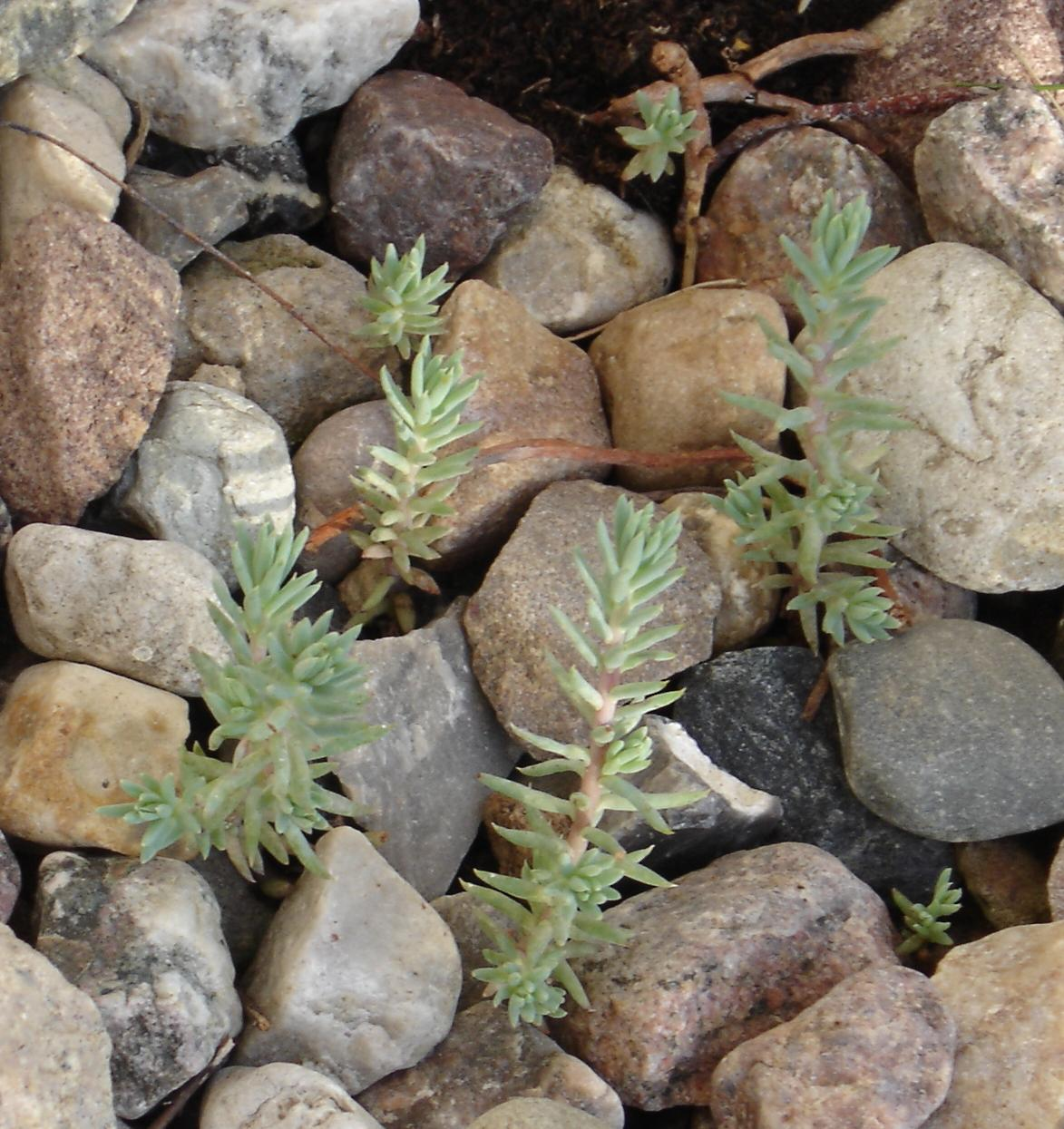